# Frökenreformen
Frökenreformen, även Aftonbladsreformen, var en tilltalsreform och indirekt en demokratiseringsprocess som började genomföras i Sverige 1866 genom Aftonbladet. Reformen innebar att alla ogifta kvinnor av bättre samhällsklass kunde kalla sig fröken i stället för det tidigare mamsell; titeln fröken hade tidigare bara använts om och till adelns ogifta döttrar.
1963 föreslog Dagens Nyheter i sin tur att begreppet fröken var föråldrat och utpekande, eftersom bara kvinnor fick sitt civilstånd poängterat, och en allmän frureform föreslogs.
Det var August Sohlman som initierade Frökenreformen genom agitation. Under 1900-talets första decennium hade demokratiska stävanden lett till att tilltalsordet alltmer börjat användas allmänt i alla samhällsklasser.
Under större delen av 1900-talet var fröken också det gängse tilltalet till telefonister. När sedan 1900-talet började gå mot sitt slut blev begrepp som fru och fröken alltmer sällsynta, undantaget servitriser och kvinnliga lärare, men då oavsett civilstånd.

### Fotnoter
1. ↑  ”Fruarna först, Selma lilla!”. Dagens Nyheter. http://www.dn.se/kultur-noje/spraket/fruarna-forst-selma-lilla?rm=print. Läst 18 september 2012.
2. ↑  ”Fröken”. Nordisk familjebok. https://runeberg.org/nfbi/0047.html. Läst 18 september 2012.
3. ↑  ”Jungfruns uppgång och fall”. Dagens Nyheter. 19 april 2009. http://www.dn.se/blogg/spraket/2009/04/19/jungfruns-uppgang-och-fall-2752/. Läst 18 september 2012.